# Ромео + Джульєтта
«Ромео + Джульєтта» (англ. Romeo + Juliet) — американська романтична мелодрама 1996 року за участю Леонардо ДіКапріо і Дейнс Клер. Фільм знятий за мотивами п'єси Вільяма Шекспіра, але в інакшій постановці. Стрічка була номінована на премію «Оскар» в 1996 році.

## Сюжет
Красива історія кохання двох підлітків, проти любові яких стала на заваді ворожнеча між їхніми родинами. Сюжет фільму дуже змінений порівняно з п'єсою. Але все так же яскраво та чуттєво висвітлена любов Ромео і Джульєтти, які після довгих, болісних душевний страждань, все-таки знаходять вічну любов та спокій, а також і вічну пам'ять у століттях.

## Цікаві факти про фільм
Деякі рядки з самої п'єси викинуті, наприклад, монолог Джульєтти у склепі — вона просто здійснює самогубство біля Ромео, застрелившись. Деякі події і їх порядок змінені:
- Наприклад, в сцені коли Ромео п'є отруту, а Джульєта прокидається і доторкається до його обличчя.
- Ще одним нововведенням є купівля отрути в аптекаря у Вероні, а не в Мантуї.
- Абра (спочатку відомий, як «Абрам» у п'єсі) з роду Капулетті замість Монтеккі.
- Коли на початку фільму хлопці Монтеккі і Капулетті зустрічаються на автозаправній станції, Монтеккі перші кусають пальці замість Капулетті.
- Грегорі і Самсон — прислуги Капулетті, але на початку фільму вони вводяться, як хлопці Монтеккі.
- Коли Ромео відбуває покарання в Мантуї, це місто показується глядачеві, як пустеля.
- Верона-Біч, є центром корпоративної війни між двома лідерами індустрії, «Монтеккі» та «Капулетті».
- Принц Верони перейменований у «Капітана Принца» та у фільмі він начальник департаменту поліції. А його відносини з Парісом, у фільмі Дейвом Перісом зовсім видалені з фільму.
- Батьки Ромео і Джульєтти отримують американські імена, відповідно Тед і Кароліна Монтеккі та Фульхенсіо і Глорія Капулетті.

- Змінений реквізит картини. Замість мечів — пістолети з вигаданою торговою маркою «Меч 9 мм» або «Кинджал».
- Замість гонитви Ромео за Тібальтом пішки, вони беруть участь в автомобільй гонитві. Автомобіль Ромео розбивається біля центрального фонтану міста, після чого Ромео притуляє дуло пістолета Тібальта до своєї голови і просить його покласти край життю. Тібальт відмовляється і Ромео в гніві вистрілює в переляканого Тібальта з його власної зброї.
- Хоча більшість бійок відбувається кулаками та з пістолетами, смерть Меркуціо від руки Тібальта приходить від великого шматка скла на пляжі, на яке його немов випадково штовхає Тібальт.
- Чернець Лоуренс відсилає лист Ромео до Мантуї поштовою службою під назвою «Post Haste».

## Зйомки фільму
Леонардо Дікапріо став першим вибором режисера База Лурманна на роль Ромео, тоді як вибір актриси на роль Джульєтти значно ускладнювалися. Наталі Портман ідеально підходила на цю роль і вона вже подорожувала Сіднеєм, репетируючи цю роль. Але після перших її кінопроб для цього фільму режисер ухвалив рішення, що вона дуже молода для такої ролі. За словами самої Портман, він сказав, що вони з Дікапріо схожі один на одного і їх різниця у віці теж достатньо не мала. З цієї миті знімання фільму відклали до кращих часів.
На роль Джульєтти пробувалися Сара Мішель Геллар, Вінслет Кейт, Дженніфер Лав Г'юїтт, але вони тільки зовнішністю могли замінити Портман. Сару Мішель Геллар не могли узяти ще тому, що вона знімалася в черговій серії «Всі мої діти». Г'юїтт, в принципі, підходила для цієї ролі, але не могла грати так сучасно, як просив Лурманн. Різ Візерспун теж пробувала себе в цій ролі, але і тут Лурманн відхилив її кандидатуру, оскільки вона вже знімалася в іншому фільмі. Але одного разу Джоді Фостер, яка грала разом з Клер Дейнс в картині «Будинок для свят» запропонувала Лурманну спробувати її для ролі Джульєтти. І вже наступного дня, всього після однієї проби, Дейнс була затверджена на цю роль.

## Реакція на фільм
Фінансово фільм був дуже успішним, приніс касові збори в $147 мільйони, а бюджет фільму становив $14,5 мільйона. Прем'єра фільму відбулася 1 листопада 1996 року в Сполучених Штатах і Канаді в 1276 театрах і зібрала $11,1 мільйона лише за одні вихідні, попит на квитки в касах був колосальний. Так було зібрано $46,3 мільйонів в Сполучених Штатах і Канаді.
74 % критиків давали позитивні відгуки про фільм. І тільки Роджер Еберт з журналу «Сан-Таймс Чикаго» висловлював неприязнь
до фільму і дав при цьому всього дві зірки та сказав: «Сам фільм був таким же поганим, як і сама ідея… Я ніколи не бачив що-небудь подібне, в такому безладі. Як можна було так перекрутити класичну трагедію В. Шекспіра.» Еберт писав, що Піт Постлетуейт і Міріам Марголіс були «єдині актори у фільмі, які почувалися як вдома» і додав: «В одному великому, але приреченому жесті автор-режисер Баз Лурманн зробив фільм, що нагадує дірку від бублика, і сама картина буде розчаруванням для будь-якої людини, яка любить Шекспіра, що врешті-решт віддасть перевагу театру, а не вогнепальним війнам в стилі MTV».

## Нагороди
Фільм завойовував декілька нагород. На Міжнародному кінофестивалі в Берліні в 1997 Леонардо Дікапріо отримав нагороду «Срібний Ведмідь» як «найкращий актор», а режисер Баз Лурманн — нагороду Альфреда Бауера. Лурманн також був номінований на нагороду «Золотий Ведмідь» за «найкращу картину».
Леонардо Дікапріо завойовує номінацію «улюбленого актора» і Клер
Дейнс — «улюбленої актриси» в Римі в 1997 на Blockbuster Entertainment Awards. У 1997 MTV нагороджує, Дейнс за «найкраще жіноче виконання». Дікапріо був номінований за «найкраще чоловіче виконання», і одночасно Дікапріо і Дейнс були нагороджені за «найкращий поцілунок» і «найкращий кінодует».
На 51-му BAFTA Film Awards Баз Лурманн удостоєний нагороди
за «найкращу режисерську роботу» . Лурманн і Крейг Пірс отримують нагороду за «найкращу адаптацію сценарію». Ніл Хупер отримує нагороду за «найкращу музику до фільму». А Кетрін Мартін отримує нагороду за «найкращий дизайн постановки». Фільм також був нагороджений за «найкращу кінематографію», «найкращий монтаж» і «найкращий звук».
Фільм було номіновано на нагороду MTV Movie Awards (номінація — Найкращий фільм).
У 69-й церемонії вручення «Оскар» Кетрін Мартін і Бріджит Броч були номіновані як «найкращі художники фільму/художники по декораціях».

## Музичне оформлення
У фільмі використано сучасну альтернативну рок і поп музику, але в драматичній обробці Ніла Хупера, Армстронга Крейга і Маріуса Де Вріса. Звуковий супровід фільму також був оформлений хоровими версіями пісень «Коли голуби плачуть» («When Doves Cry») і «Кожен вільний (Почувайся добре)»(«Everybody's Free (To Feel Good)» в обробці Куіндона Тарвера.
Альбом саундтреків до фільму мав дві частини: до першої були включені пісні з фільму, а до другої — оригінальні версії цих пісень.
Багато пісень з фільму вже були відомими хітами: «Lovefool» («Закоханий дурень») Cardigans, «Kissing You» («Цілую тебе») Des'ree, «Young Hearts Run Free» («Молоді серця б'ються вхолосту» у виконанні Кіма Мазелля, і № 1 реміксом є версія Тарверса Куїндона «When Doves Cry»(«Коли голуби плачуть»).
Хорове виконання було здійснене групою «Metro Voices».
Остання сцена у фільмі містить заключні такти з опери Вагнера «Тристан та Ізольда».

## У ролях
- Леонардо ДіКапріо — Ромео
- Клер Дейнс — Джульєтта
- Джон Легуїзамо — Тібальт
- Гарольд Перріно — Меркуціо
- Піт Постлетуейт — Священик Лоренцо
- Пол Сорвіно — Фульхенціо Монтеккі
- Браян Деннегі — Тед Капулетті
- Вонді Кертіс-Голл — Капітан Принц
- Міріам Марголіс — Годувальниця
- Джесі Бредфорд — Бальтазар
- М. Еммет Уолш — Апрекар
- Зак Орт — Грегорі
- Джеймі Кеннеді — Самсон
- Вінсент Лареска — Абрам
- Карлос Мартін Манзо Оталора — Петруччо
- Крістіна Піклз — Керолайн Монтеккі
- Даян Венора — Глорія Капулетті
- Педро Альтамірано — Пітер
- Джон Стерліні — Різник
- Херрієт Сенсом Харріс — Сьюзен Сантандіанго
- Майкл Корбетт — Річ Ранчидіс
- Едвіна Мур — Телеведуча
- Куїндон Тарвер — Хлопчик з хору